# Bülkau
Bülkau (niederdeutsch Bülkau) ist eine Gemeinde in der Samtgemeinde Land Hadeln im Nordosten des niedersächsischen Landkreises Cuxhaven.

## Geographie

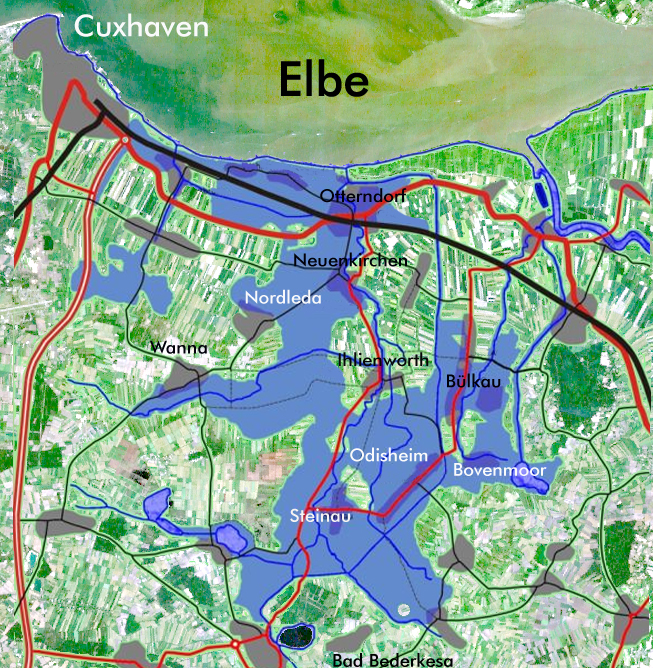
Betroffenes Gebiet bei einer „kleinen“ Sturmflut von nur 4,50 m bei einem Deichbruch am Glameyer-Stack, Otterndorf

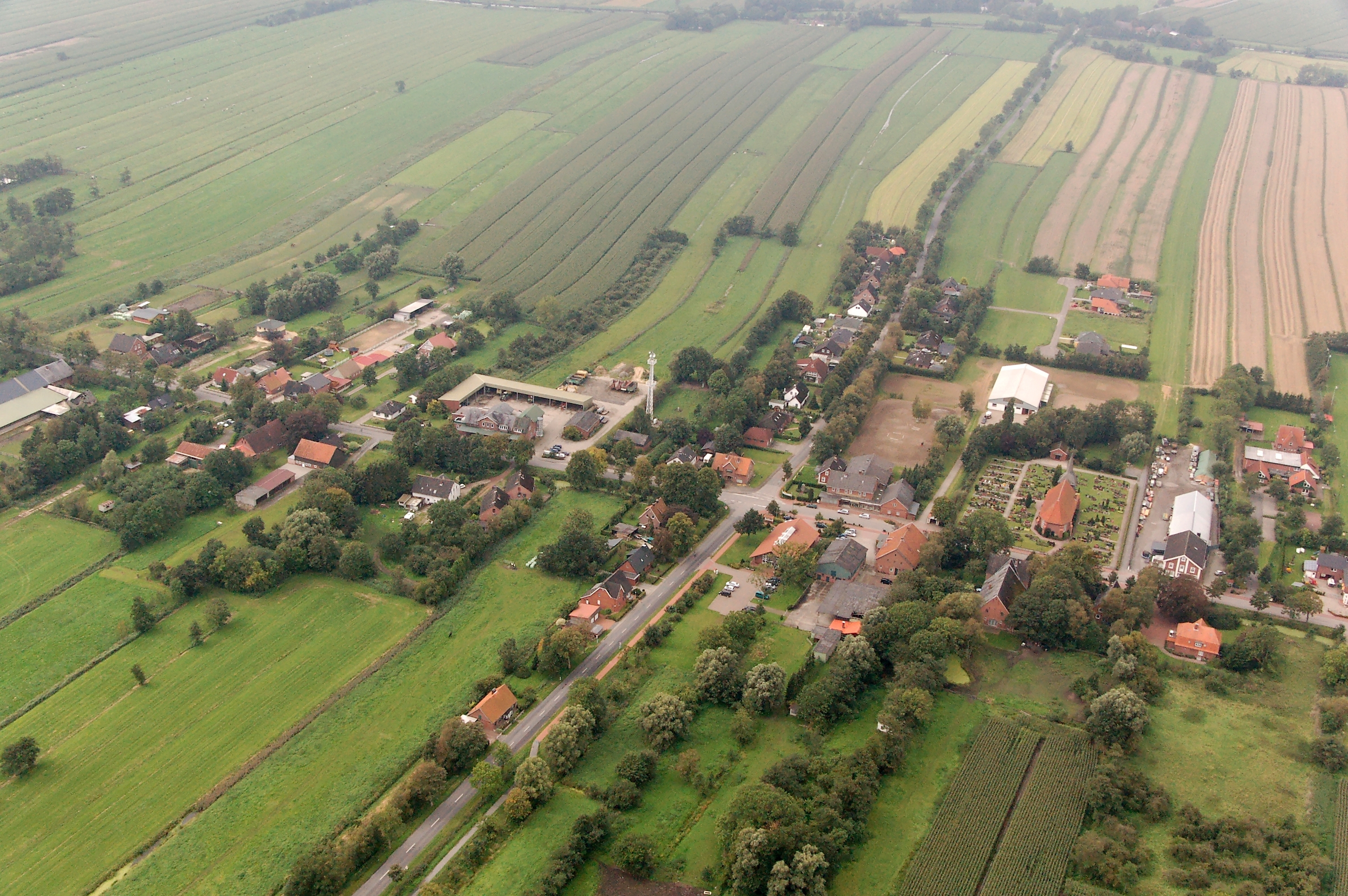
Bülkau-Dorf aus der Luft

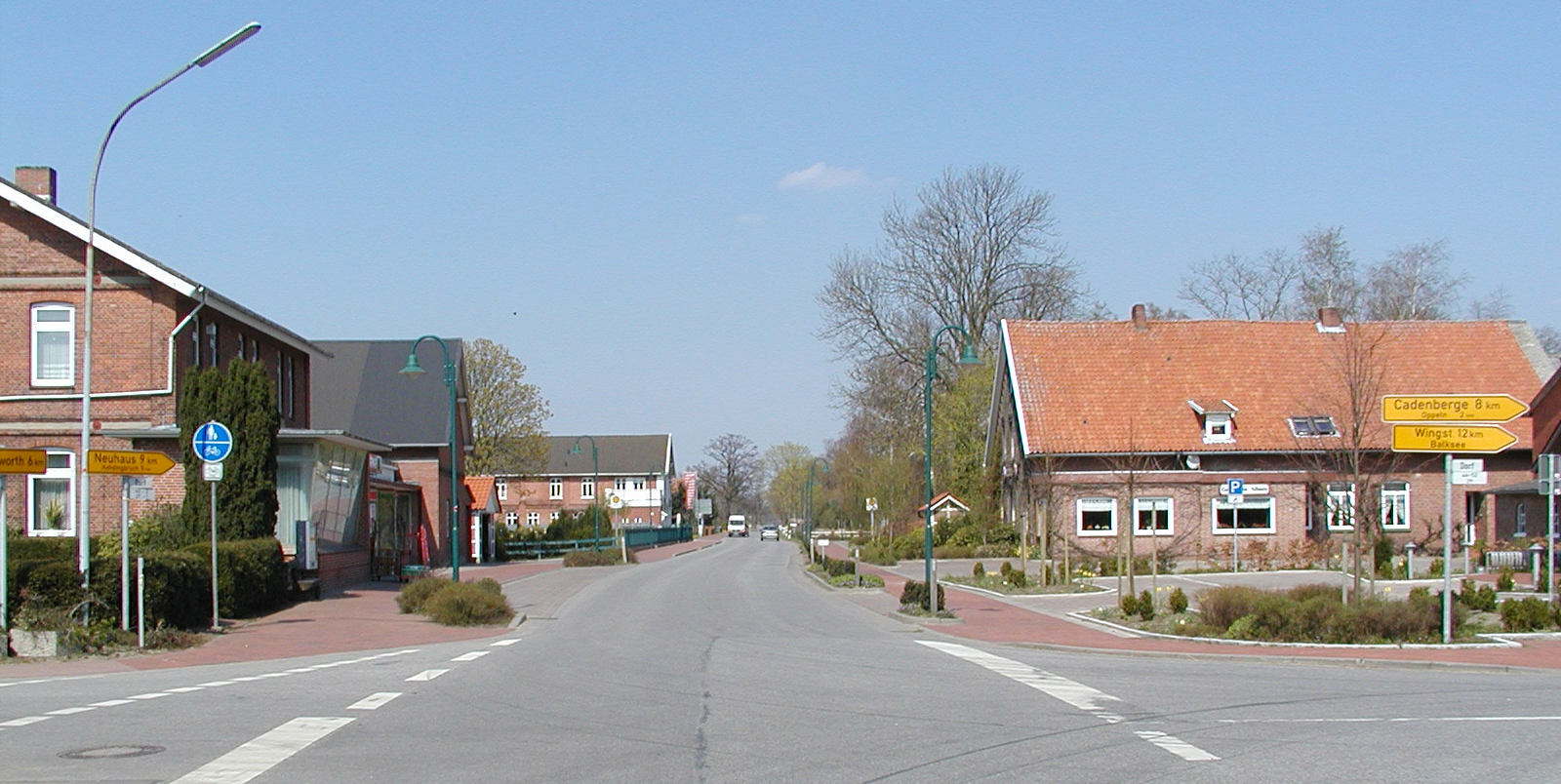
Die Dorfstraße

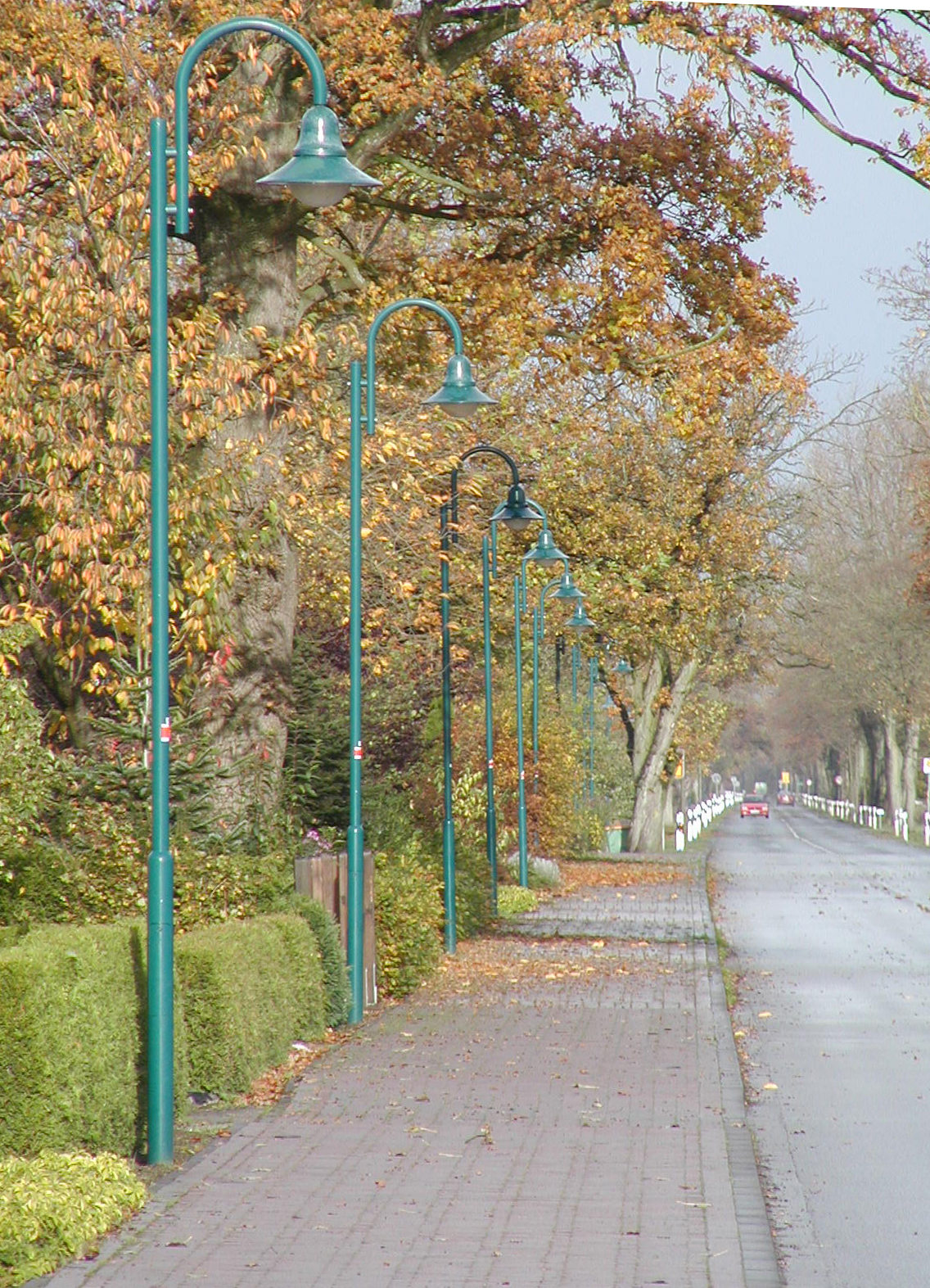
Die Dorfstraße Richtung Norden

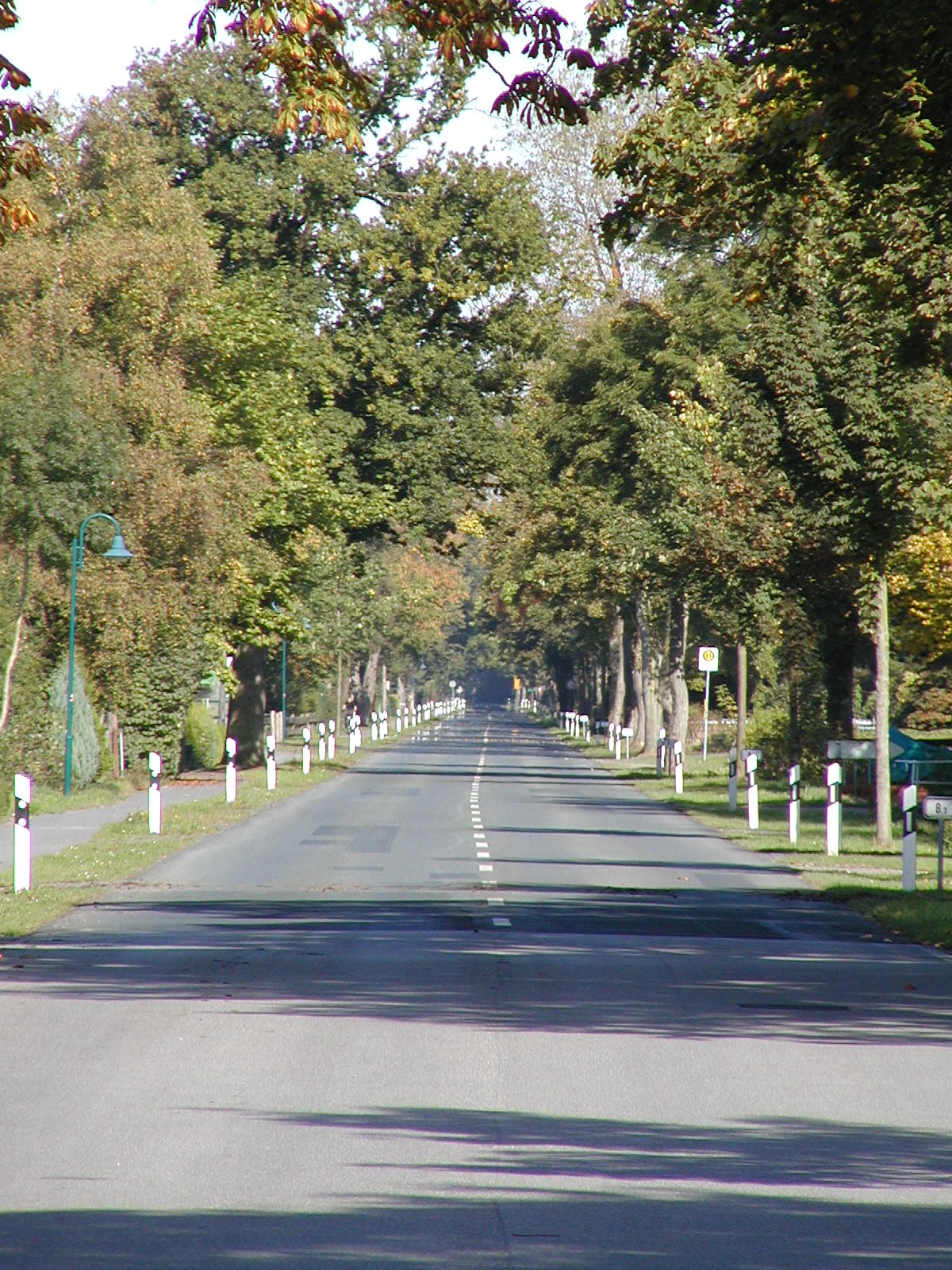
Die Straße im Norderende

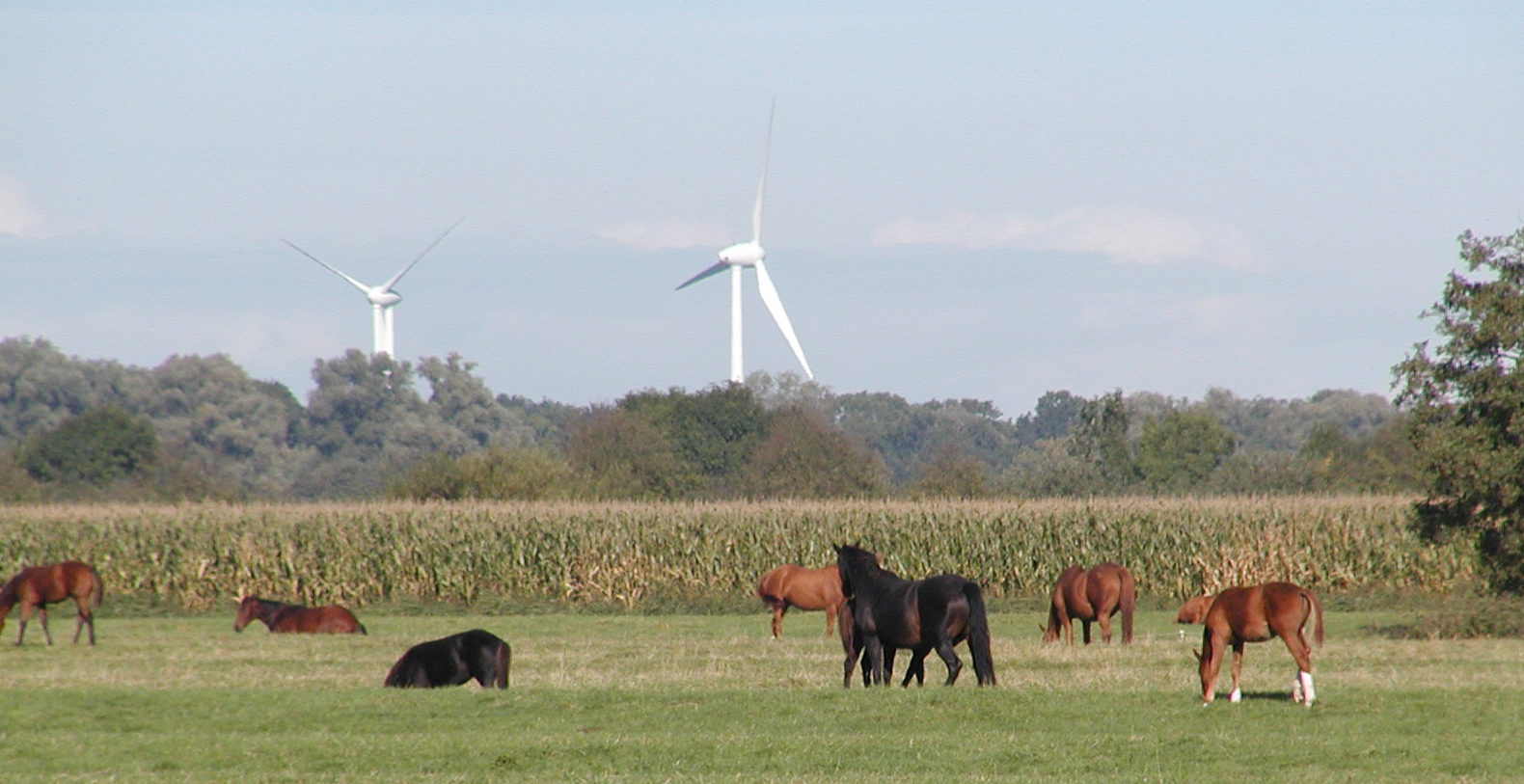
Pferde in Bülkau

### Lage
Die Gemeinde liegt etwa 20 Kilometer östlich der Kreisstadt Cuxhaven, knapp unter dem Meeresspiegel. Bülkau, ein ausgesprochenes Reihendorf an der L 144, hat eine Fläche von 2322 Hektar, zählt etwa 850 Einwohner, ist ungefähr 11 Kilometer lang und nur 3 Kilometer breit.
Bülkau wirbt damit das längste Dorf in Niedersachsen zu sein.
Bülkau liegt im Marschland des Niederelbegebiets. Die Nähe zur Elbmündung und zur Nordsee bringen die Gefahr mit sich, dass im Falle eines Deichbruchs bei einer Sturmflut das maximal −1 Meter unter Normalhöhennull liegende Gemeindegebiet zu weiten Teilen überflutet sein wird.
→ Siehe auch Glameyer-Stack

### Gemeindegliederung
Die Gemeinde Bülkau besteht aus folgenden Ortsteilen:
- Aue
- Auestade
- Moorwettern
- Sprenge
- Norderende
- Kirchdorf
- Süderende
- Landmark
- Bovenmoor (früher Baumohr und Boomoor)
- Lichtenpils

### Nachbargemeinden
| Osterbruch  | Belum                                       | Neuhaus (Oste) |
| Ihlienworth | Kompassrose, die auf Nachbargemeinden zeigt | Wingst         |
| Odisheim    | Stinstedt                                   | Mittelstenahe  |

### Gewässer

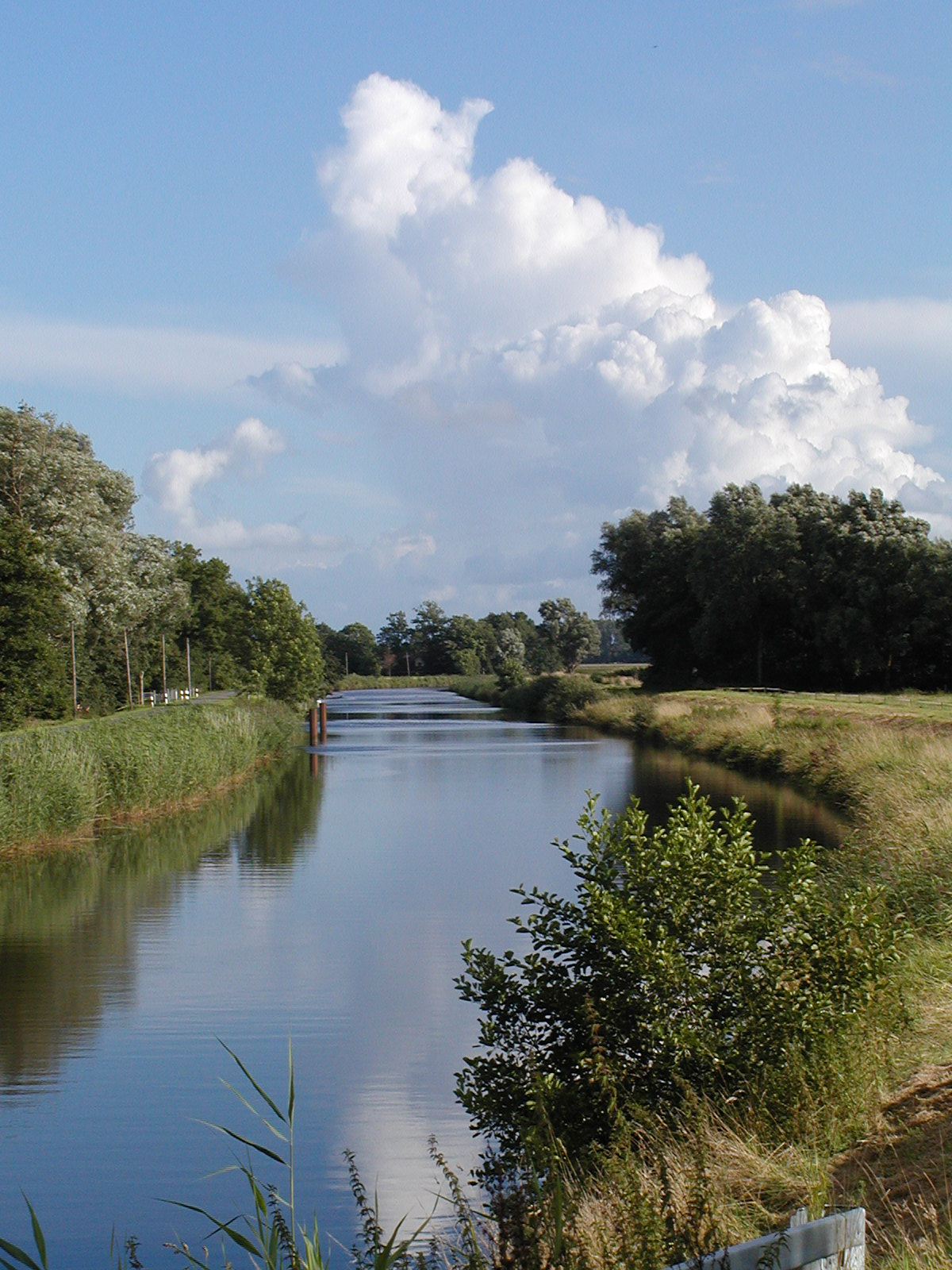
Der Hadler Kanal in Bülkau in südlicher Richtung

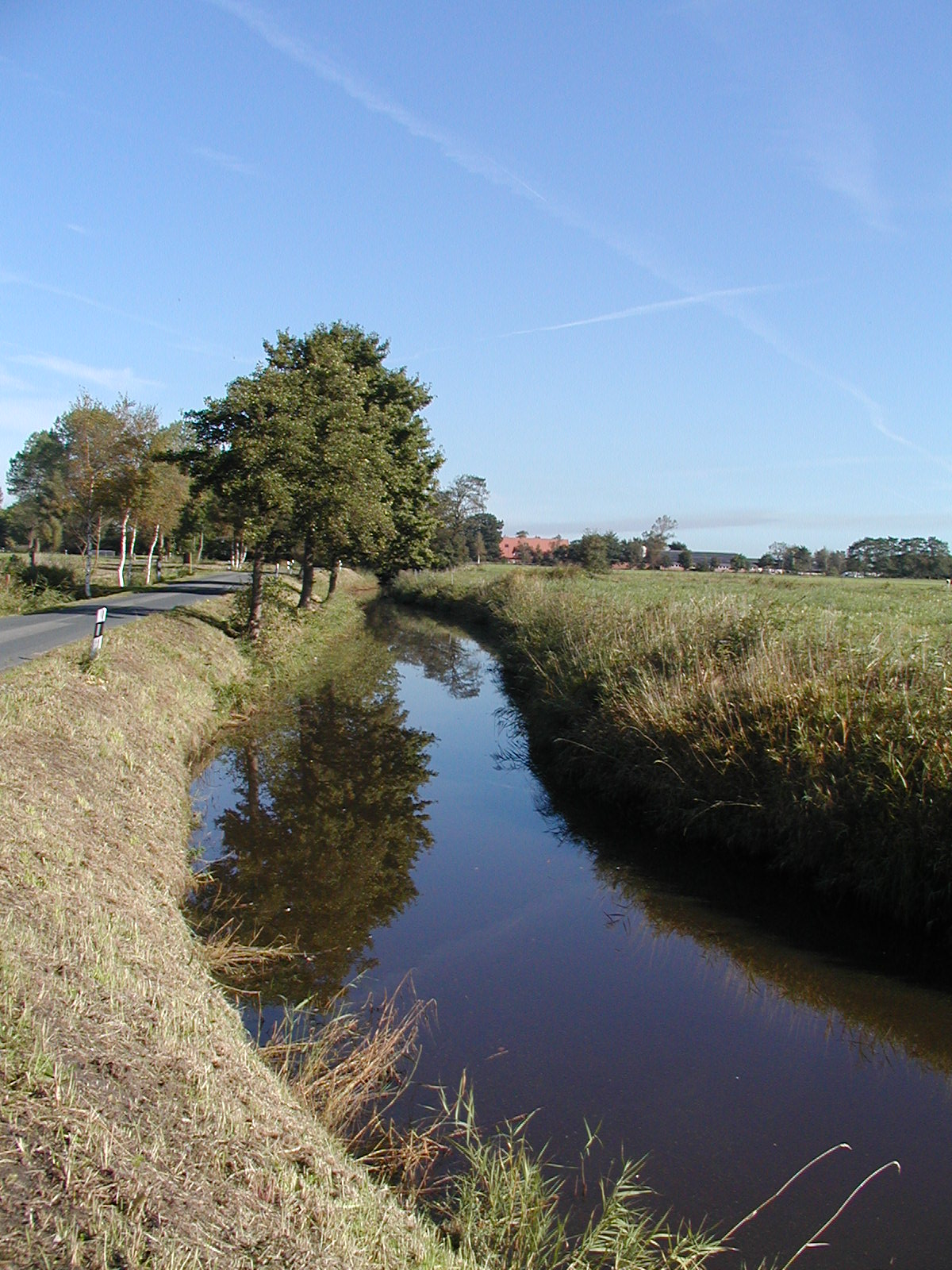
Die Aue in Bülkau

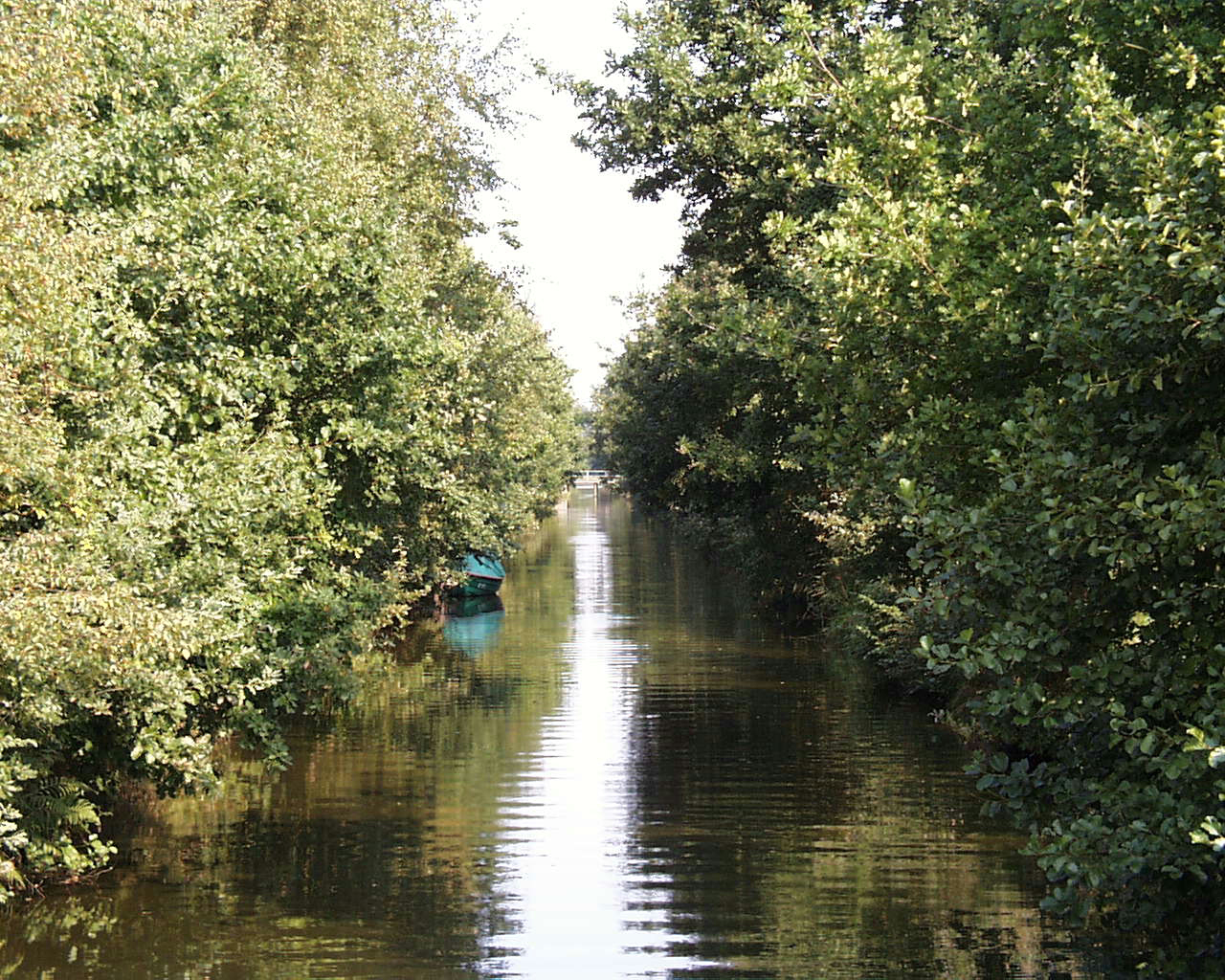
Der Neuhaus Bülkauer Kanal

Die Aue ist die einzige natürliche Entwässerung, ein Priel vor der Urbarmachung, für das Wasser im Raum Neuhaus (Oste), Bülkau und des Balksees mit einem Entwässerungsgebiet von circa 5000 Hektar. Sie fließt ca. 20 Kilometer lang mit vielen Mäander durch Oppeln, Bülkau, Kedingbruch nach Neuhaus (Oste) und von dort in die Oste.
Zuflüsse sind:
- Die Dorfwettern fließt von Bovenmoor durch das Dorf bis zur Sprenge
- Die Splethauswettern fließt von Westercadewisch, Cadenberge-Spleth und Wingst-Altkehdingen bei Hein an der Aue nach Cadenberge
- Die Moorwettern kommt von der Aue von Moorwettern und Westermoor
- Der Auemühle Stichgraben entwässert das Norderende von Oppeln
- Zwei Wettern in Oppeln (Namen nicht bekannt)

Weiterhin gehören der Hadelner Kanal und der Neuhaus-Bülkauer Kanal zu den Gewässern in Bülkau, bzw. bilden die Grenzen des Ortes.

## Geschichte

### Name
Der Name Bülkau wurde 1404 Bulcow/Buklow, 1680 Pilkauw, 1702 Biklau geschrieben, auch die Schreibweise Bolkauw ist bekannt, und soll von dem Bolk / Bulk (Stein) in der au (Aue) kommen, also einen natürlichen Übergang über die Aue darstellen. Im hohen Mittelalter trieben die Bauern der Geestinseln (Wingst, Westerberg und Hohe Lieth) ihre Tiere im Sommer entlang der Priele in die Marsch.

### Mittelalter
Um 1100 begannen die Geestbauern der Wingst sich an dem Auepriel anzusiedeln. Auf kleinen Anhöhen, so genannten Wurten, bauten sie ihre Häuser, um sie vor den Überschwemmungen zu schützen. 1106 holte Erzbischof Friedrich I. von Bremen Holländer ins Land, damit sie die Marsch systematisch entwässerten. Sie bauten ein ausgeklügeltes System von Gräben und Wettern, um das Land bis zur Aue hin zu entwässern. Jedes Feld misst heute noch um die 30 Fuß. Bis zur Befestigung der Straßen 1868–1894 waren Boote und Kähne (auch Flöten genannt) in den nassen Jahreszeiten das wichtigste Transportmittel. Deshalb mussten alle Brücken, Durchlässe (Stöpe genannt) der Wettern mindestens 3 Fuß und 3 Zoll breit sein.
Bülkau wurde am 13. März 1352 urkundlich erwähnt, als der Knappe Marquard Alf einen von Heye zur Bezahlung eines Pferdes verwies.
Das Kirchspiel Bülkau sowie der Kirchspiele Oppeln, Belum und Bülsdorf (heute Bauerschaft von Neuhaus) versuchten zeitweise eigene Wege zu gehen, da es auf der Grenze zwischen dem freien Land Hadeln im Westen und der erzbischöfischen Bremischen Herrschaft im Osten in Gestalt des Amtes Neuhaus lag. Mehrfach versuchten die Bülkauer sich der Bauernrepublik Hadeln anzuschließen. Diese Republik stand unter der Obrigkeit Sachsen Lauenburgs, hatte aber wesentlich mehr Freiheiten, als die Bremer ihren Gebieten erlaubten.
Die erste von den Bremern bei Belum an der Mündung zu Oste gebaute Burg, Schlickburg genannt, schleiften die Bülkauer mit Hilfe der Kehdinger. Das gleiche Schicksal ereilte auch das zweite Festigungswerk mit dem Namen dat nyge hus, das heutige Neuhaus, das Erzbischof Otto II. 1404 errichtete. Nachdem beide Burgen vernichtet waren, musste Otto den aufgebrachten Marschbewohnern zusagen, nie wieder ein Bollwerk zur Bedrohung an der Ostemündung zu bauen. Aber schon Erzbischof Baldwin II. ließ einen wichtigen Stützpunkt um die Vorherrschaft des Erzbistums voranzutreiben, diesmal unter der Bezeichnung Schloss Amt Neuhaus, bauen.
Am Balksee lag, gut angebunden an die alte Heerstraße, die Remperburg, welche die Macht der bremischen Bischöfe festige. Die Burg war auf drei Seiten durch den Balksee und den Fluss Remper geschützt. Sie wurde 1286 unter dem Erzbischof Giselbert gebaut. Um sich die Ritter Erp von Luneberg und Augustin von Osten als Helfer gegen die Marschen zu sichern, übergab er ihnen 1301 die Burg mit verschiedenen Gütern der Umgebung. Sie spielte jedoch ab dem 15. Jahrhundert keine Rolle mehr.
Legende ist, dass die Burg durch die Hadler Bauern erobert und abgetragen wurde. Die so genannte Hauswurt, ein halbkreisförmiger Bogen des Flusses Remper, könnte auf Grund von Funden der Standort gewesen sein.
1423 schloss Bülkau einen Schutzvertrag mit den Kehdingern gegen den eigenen Landesherren. Mit 100 Schützen sollten sie den Kehdingern zu Hilfe kommen. Die vier Kirchspiele von Bülkau fühlten sich sehr frei. Aus dem Steuerregistern von 1500 war ersichtlich, dass sie 900 lübische Mark zahlten. Aufstände wurde immer wieder unterdrückt.
In dem Kampf um das Land Bülkau kam es um 1512 zu einer Schlacht. Mit Sensen und Stangen bewaffnet verloren die Bauern gegen ein gut ausgebildetes und ausgerüstetes Heer der Bremer von Erzbischof Christoph. Die folgenden Verhandlungen seit 1513 begannen in Mahrdorf und fanden erst Ende 1514 bei der Fürstenkonferenz in Buxtehude ihren Abschluss. 1516 unterschrieben die vier Kirchspiele den ausgehandelten Vertrag im Schloss Neuhaus. Das Kirchspiel Bülkau verpflichteten sich jährlich 150 lübische Mark zu zahlen und 50 Scheffel Gerste zu liefern. Die drei anderen Kirchspiele hatten ähnliche Abgaben zu leisten.
1629 wütete die Pest in Bülkau und raffte 63 Menschen dahin.
Früh wurden Ziegelsteine in Bülkau hergestellt, zuerst an der Aue, als der Hadelner Kanal gebaut wurde, entstanden auch dort zwei Ziegeleien. Die größere Ziegelei produzierte bis 1974. Die wirtschaftlich bedeutendste Zeit der Ziegeleien im ganzen Hadler Gebietes, war der Wiederaufbau Hamburgs nach dem Hamburger Brand von 1842, bei dem ca. 1700 Stadthäuser zerstört wurden.

### Sturmfluten und Oberwasser

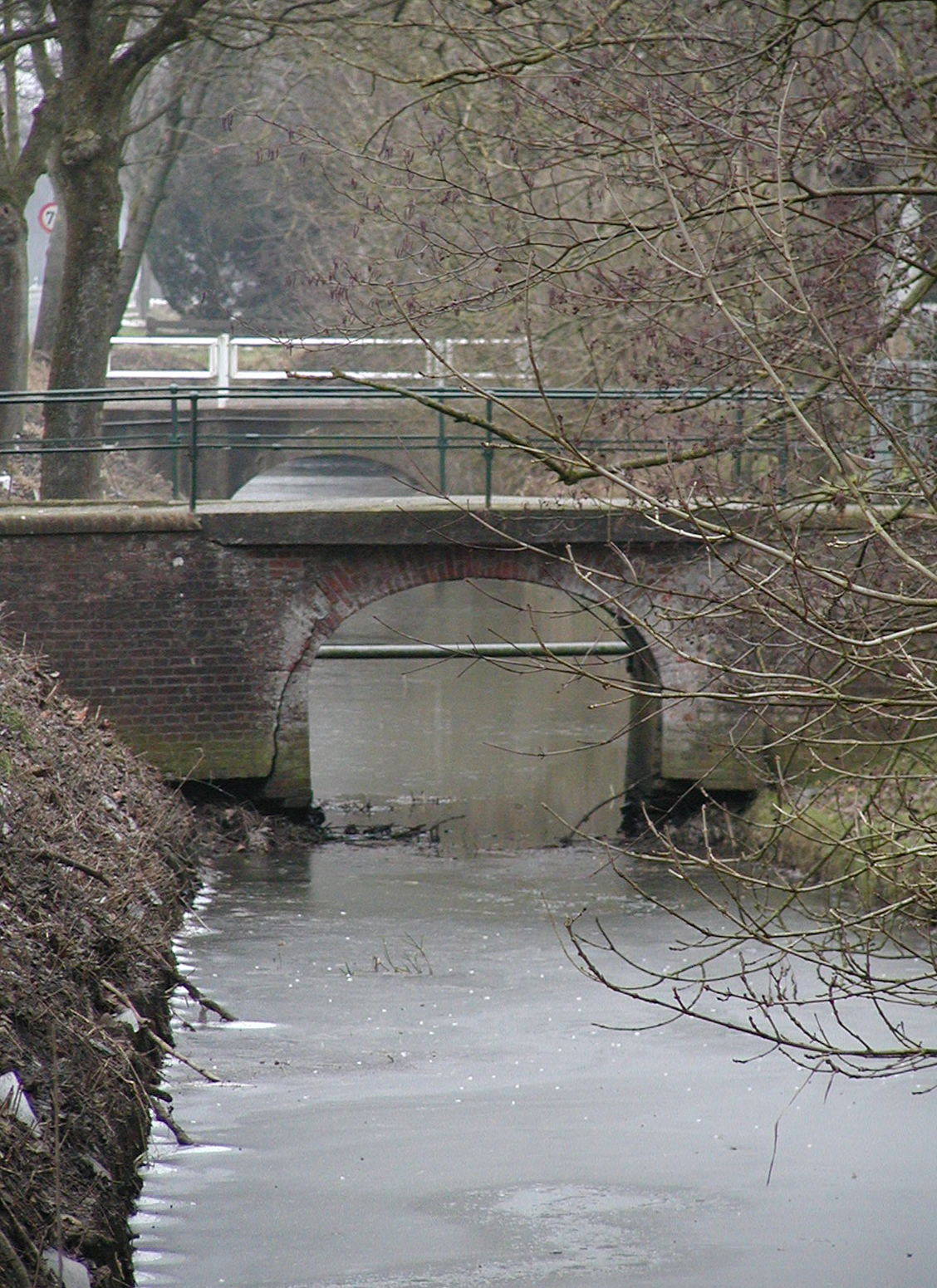
Die Wetter in Bülkau und die alten Brücken 3 Fuß und 3 Zoll breit

Die Weihnachtsflut von 1717 war die schlimmste Sturmflut für Bülkau, bei der 41 Menschen starben. Auch 76 Häuser und Nebengebäude wurden zerstört. Eine erneute Sturmflut fand vom 25./26. Februar 1718 statt mit weiteren materiellen Schäden. 1720 wurden nur noch 24 Häuser gezählt.
Bei einer Sturmflut im November 1824 hielten die Deiche, aber das Wasser konnte nicht ablaufen. Die niedriger gelegenen Teile Bülkaus bekamen Oberwasser von der Geest, das sonst über den Balksee abläuft.
1927 war ein Hochwasser in weiten Teilen Bülkaus und Oppeln durch einen regenreichen Sommer zu verzeichnen. 1951 war wieder Hochwasser im Hadler Sietland, weil das Otterndorfer Schöpfwerk ausgefallen war. Als 1962 die Deiche in Hamburg und an der Niederelbe brachen, waren keine Menschenleben zu beklagen. 1976 konnte das Wasser durch eine Schneekatastrophe nicht abziehen und überflutete die tiefer gelegenen Teile Bülkaus und Oppelns.

### Ab 1900
1932 erfolgte die Auflösung des Amtes Neuhaus. Bülkau wurde dem Land Hadeln zugesprochen und in den Landkreis Land Hadeln eingegliedert.
Die Gemeinden Bülkau und Oberndorf schlossen sich mit Wirkung vom 1. Januar 1970 der Samtgemeinde Am Dobrock an. Mit Wirkung zum 1. August 1977 wurden die Landkreise Land Hadeln und Wesermünde mit der kreisfreien Stadt Cuxhaven zum Landkreis Cuxhaven zusammengelegt.
2005 weihte Umweltminister Hans-Heinrich Sander (FDP) die erste weltweite Pyrolyse-Anlage als Pilotanlage für die Gewinnung von Bio-Öl in Bülkau ein.

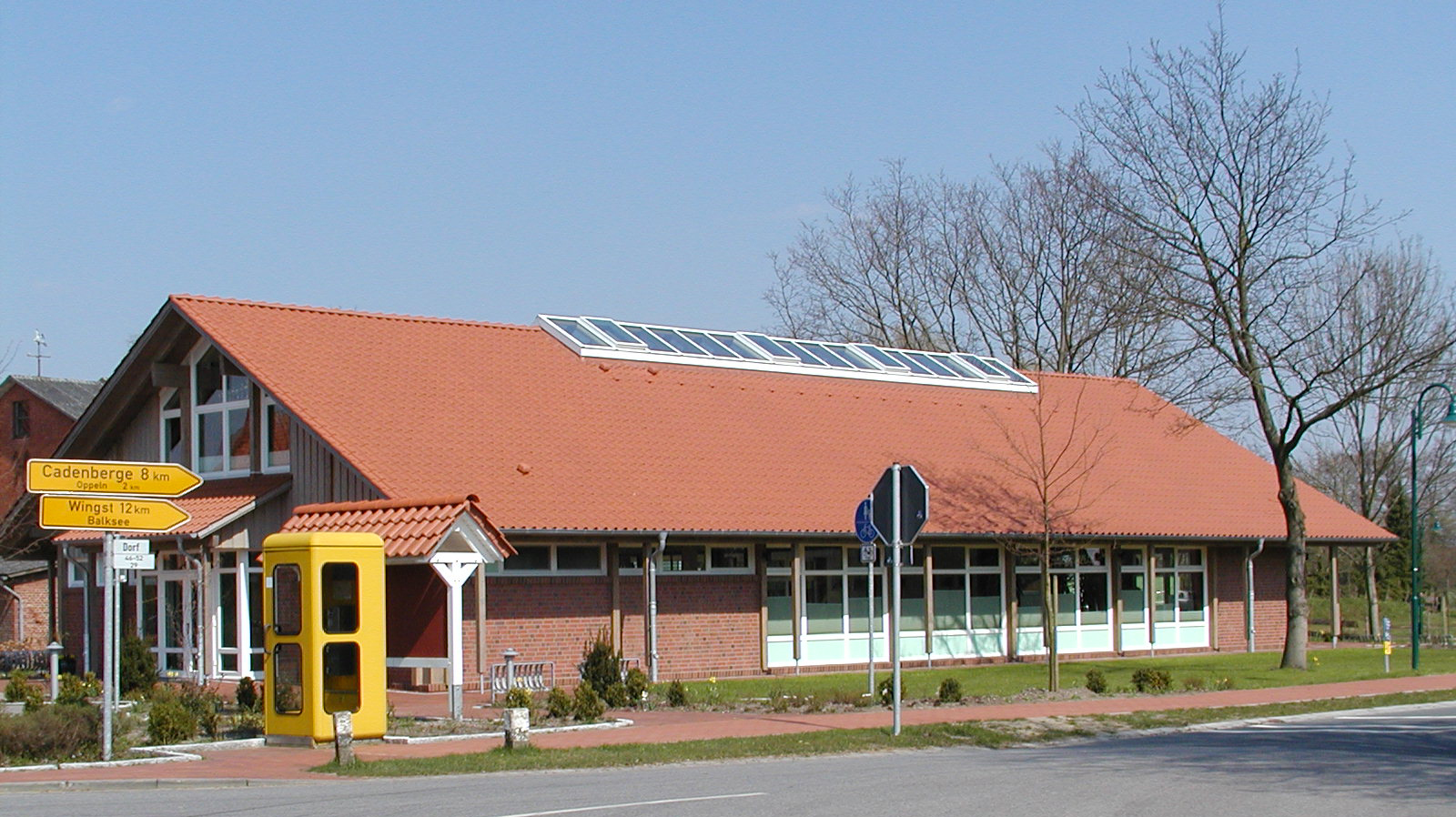
Das neue „Bürgerhus“

Das Dorf wurde stark verschönert durch neue Fuß- und Radwege, Gehweglampen und Grünanlagen. Im September 2003 kam das Bürgerhus als  Dorfgemeinschaftshaus hinzu. Hier haben die Freiwillige Feuerwehr und das Deutsche Rote Kreuz ihre Räumlichkeiten. 2007 fanden die Abschnittswettkämpfe des Brandabschnittes Hadeln der Freiwilligen Feuerwehren statt.

### Einwohnerentwicklung
| Jahr | Einwohner | Quelle |
| ---- | --------- | ------ |
| 1824 | 000–0 1   | [ 3 ]  |
| 1848 | 00975 2   | [ 4 ]  |
| 1910 | 1433      | [ 5 ]  |
| 1925 | 1348      | [ 6 ]  |
| 1933 | 1232      | [ 6 ]  |
| 1939 | 1205      | [ 6 ]  |
| 1950 | 1948      | [ 7 ]  |
| 1973 | 1266      | [ 8 ]  |
| 1975 | 01206 3   | [ 9 ]  |
| 1987 | 01064 3   | [ 10 ] |
| 1992 | 01041 3   | [ 10 ] |
| 1997 | 01002 3   | [ 10 ] |

| Jahr | Einwohner | Quelle |
| ---- | --------- | ------ |
| 2000 | 961 3     | [ 11 ] |
| 2002 | 947 3     | [ 10 ] |
| 2007 | 916 3     | [ 10 ] |
| 2008 | 909 3     | [ 10 ] |
| 2009 | 897 3     | [ 10 ] |
| 2010 | 895 3     | [ 10 ] |
| 2011 | 856 3     | [ 10 ] |
| 2013 | 889 3     | [ 12 ] |
| 2015 | 884 3     | [ 13 ] |
| 2016 | 874 3     | [ 14 ] |
| 2017 | 855 3     | [ 10 ] |
| 2018 | 852 3     | [ 10 ] |

## Politik

### Gemeinderat
Der Rat der Gemeinde Bülkau besteht aus acht Ratsfrauen und Ratsherren. Dies ist die festgelegte Anzahl für die Mitgliedsgemeinde einer Samtgemeinde mit einer Einwohnerzahl zwischen 501 und 1000 Einwohnern. Die Ratsmitglieder werden durch eine Kommunalwahl für jeweils fünf Jahre gewählt. Die aktuelle Amtszeit begann am 1. November 2016 und endet am 31. Oktober 2021.
Stimmberechtigt im Rat ist außerdem der Bürgermeister.
Die letzte Kommunalwahl am 12. September 2021 ergab das folgende Ergebnis:
| Partei                | Anteilige Stimmen | Anzahl Sitze |
| --------------------- | ----------------- | ------------ |
| CDU                   | 75,82 %           | 7            |
| SPD                   | 9,33 %            | 1            |
| Bündnis 90/Die Grünen | 11,61 %           | 1            |

Die Wahlbeteiligung bei der Kommunalwahl 2021 lag mit 72,92 % deutlich über dem niedersächsischen Durchschnitt von 57,1 %.

### Bürgermeister
Der Gemeinderat wählte das Gemeinderatsmitglied Manfred Schmitz (CDU) zum ehrenamtlichen Bürgermeister für die aktuelle Wahlperiode. Seine Stellvertreter sind Heinz-Wilhelm Woltmann (CDU) und Wolfgang Frey (CDU).

### Wappen
Der Entwurf des Kommunalwappens von Bülkau stammt von dem Heraldiker und Wappenmaler Albert de Badrihaye, der zahlreiche Wappen im Landkreis Cuxhaven erschaffen hat.
| Wappen von Bülkau | Blasonierung: „Gespalten, vorne neunmal geteilt von Schwarz und Gold, überdeckt mit einem schrägen rechtsgewendeten grünen Rautenkranz, hinten in Rot ein halber silberner Schlüssel am Spalt.“                              |
| Wappen von Bülkau | Wappenbegründung: Das Wappen erinnert an die wechselnde Zugehörigkeit zum Lande Hadeln und zum Erzbistum Bremen. Auf der heraldisch rechten Wappenseite befinden sich die typischen Farben der Herzöge von Sachsen-Lauenburg |

## Kultur und Sehenswürdigkeiten

### Kirche St. Johannes der Täufer

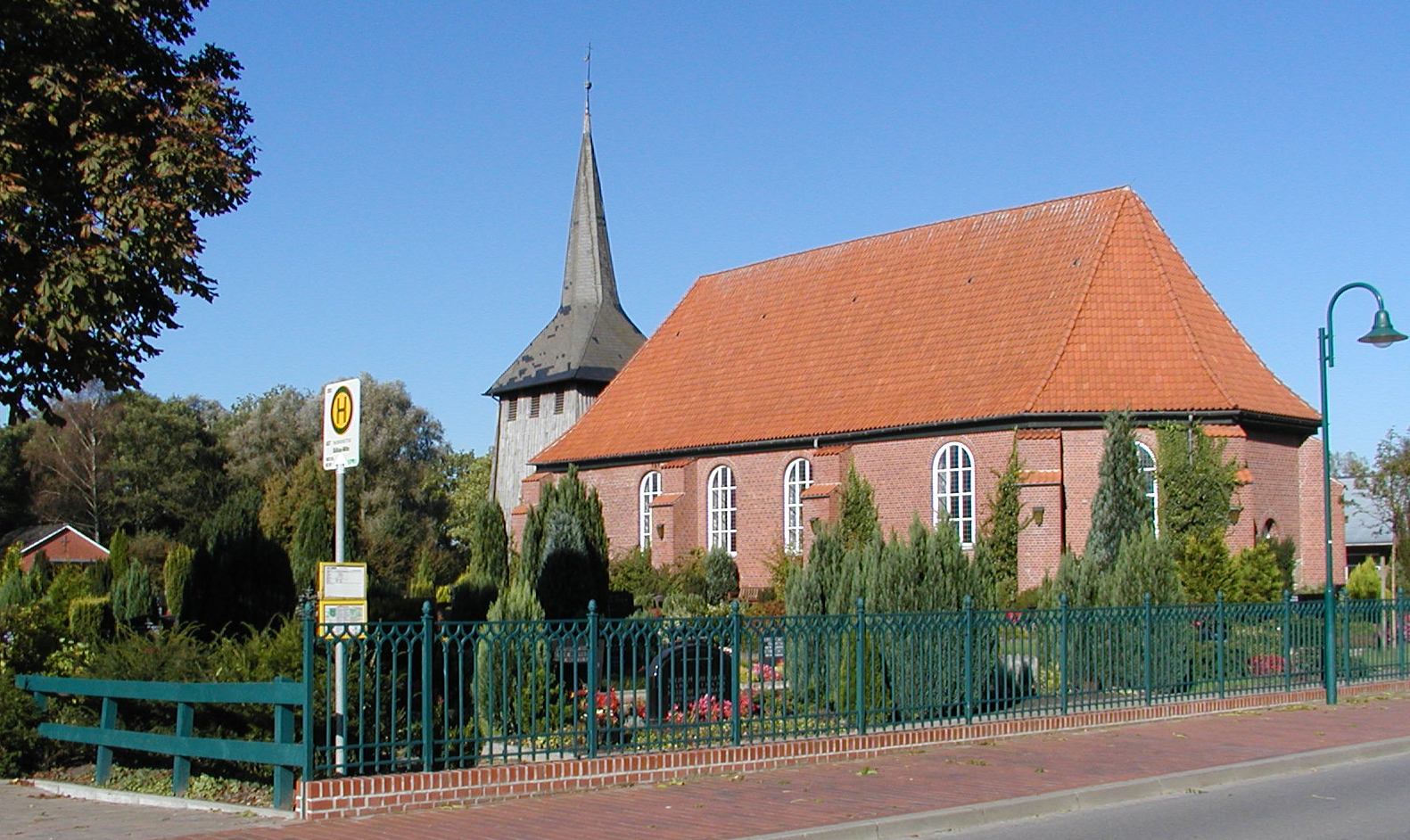
Die evangelisch-lutherische Kirche

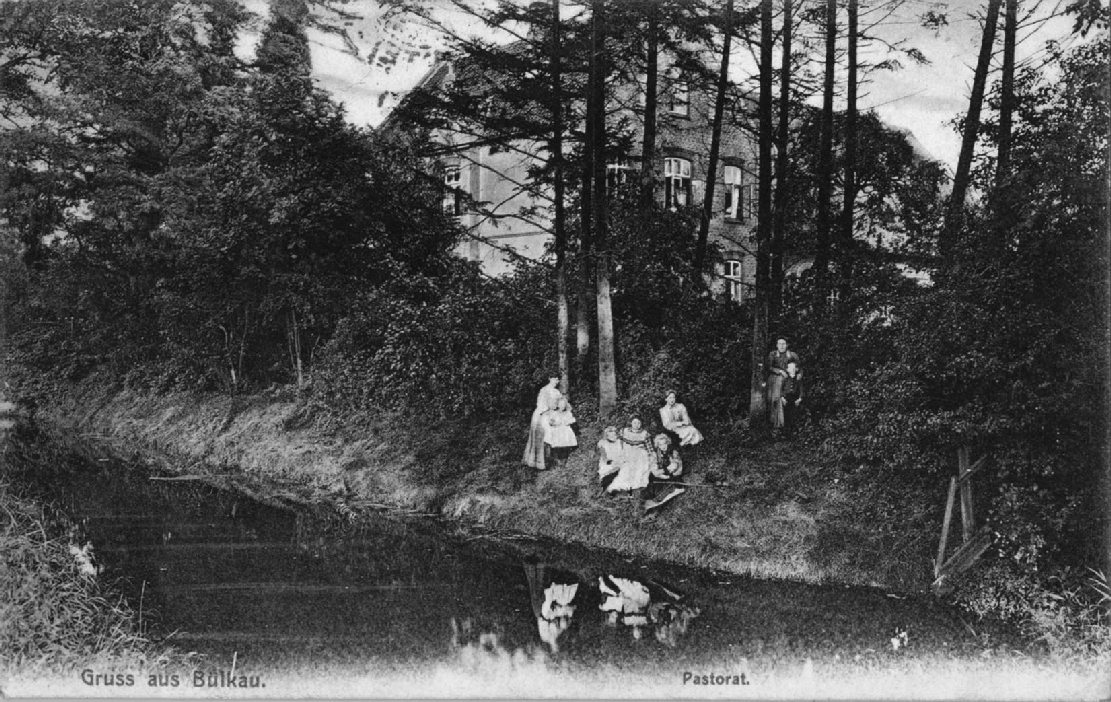
Postkarte von 1910 vom Pastorat

Die evangelisch-lutherische früher gotische einschiffige Dorfkirche St. Johannes der Täufer stammt aus dem Mittelalter. Sie wurde 1701 unter Verwendung auch von alten Teilen, jedoch mit Rundbogenfenster neu mit Backsteinen aufgebaut. Der westliche Glockenturm entstand um 1600, die Glocke stammt von 1404.

### Pfarrhaus
Bülkau galt als reiche Pfarre. Es gehörten zur Pfarrstelle ca. 46 Hektar Land und ca. 6 Hektar Kirchenland zur Unterhaltung der Kirche. Das alte hintere Pfarrhaus (Stallungen) wurde zu einem Gemeindezentrum umgebaut, in dem hochräumigen Pastorat, gebaut vor dem Krieg, wollte kein Pastor mehr wohnen. 1967/68 wurde deshalb ein Einfamilienhaus für die Bülkauer Pfarrstelle gebaut.

### Baudenkmale
→ Siehe: Liste der Baudenkmale in Bülkau

### Regelmäßige Veranstaltungen
- Schützenfest im Dorf, am dritten Wochenende im Juni
- Schützenfest im Bovenmoor am vierten Wochenende im Juli
- Reitturnier, am letzten Wochenende im Mai

### Musik
- Männerchor Immergrün von 1904
- Trompetencorps Bülkau von 1957; es spielte 16 mal in Köln beim Karnevalsumzug sowie bei der Expo 2000 in Hannover
- Posaunenchor Bülkau von 1962
- Singkreis Bülkau von 1993
- Flötenkreis Bülkau von 2007

### Kulinarische Spezialitäten

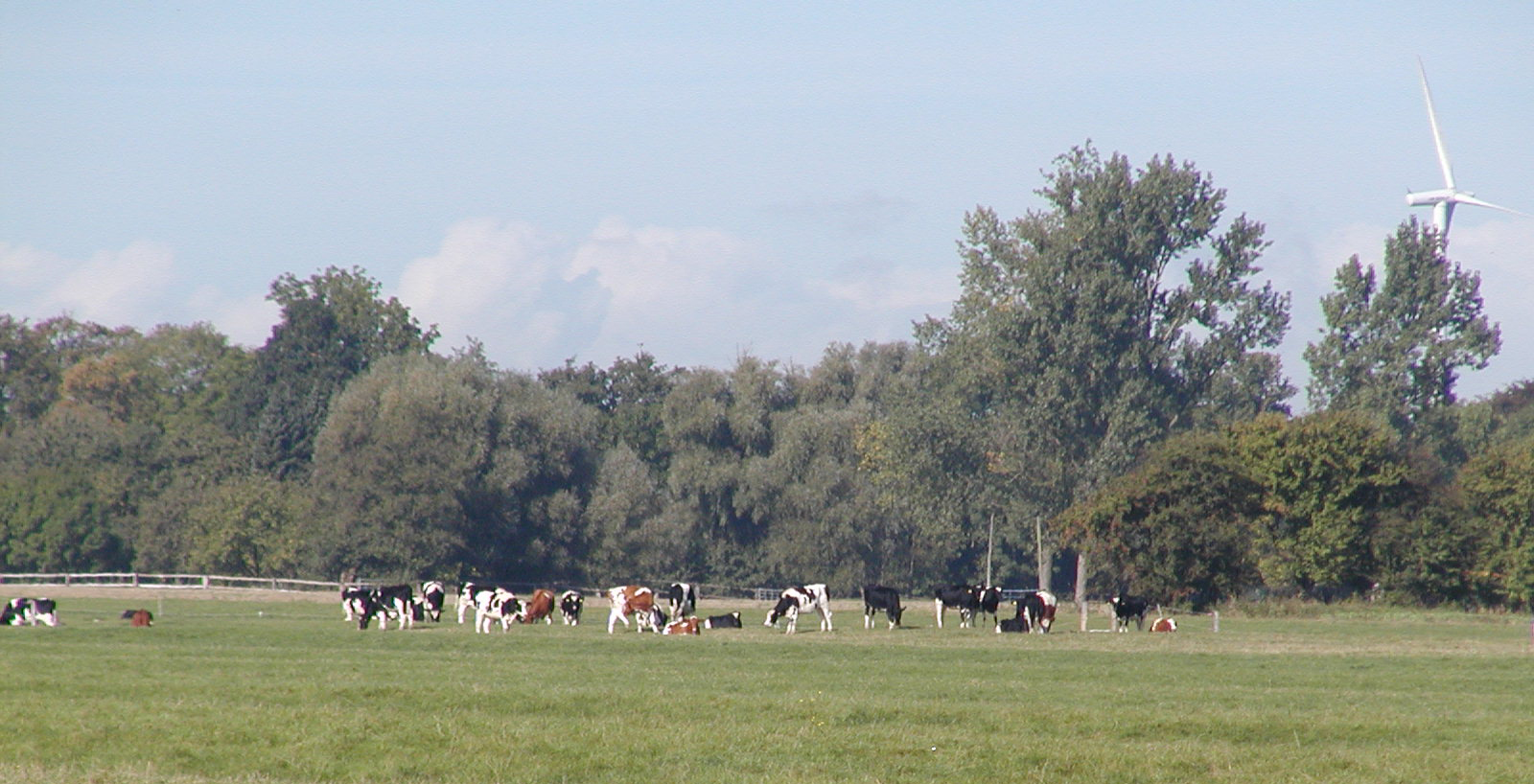
Kühe in Bülkau

Einige Familien in Bülkau kennen noch zwei Spezialitäten aus Beestmilch bzw. Bistmilch, auch Kolostralmilch oder Vormilch genannt:
- Beestmilchstuten wird wie ein „normaler“ Stuten gebacken, nur mit Beestmilch. Der Geschmack ist etwas süßlich, der Stuten wird mit Marmelade oder Honig gegessen.
- Beestmilchkäse ist ein selbstgemachter würziger Weichkäse. Dafür wird die Kuhmilch gleich nach der Geburt der Kälber verwendet. Diese Milch ist sehr gelb und enthält zahlreiche Vitamine, Antikörper und weitere Nähr- und Wirkstoffe, die sowohl für das neugeborene Kalb als auch für den Menschen wichtig sind.

## Wirtschaft und Infrastruktur

### Wirtschaft
War der Hadler Ort früher überwiegend durch die Landwirtschaft und Pferdezucht geprägt, gibt es heute nur noch wenige kleine Landwirte im Nebenerwerb und einige große landwirtschaftliche Betriebe. Die größten Höfe lagen und liegen meist im Norderende bis zu Sprenge, da der Boden hier am trockensten ist. Viele Bewohner haben Arbeit in Städten bis hin nach Hamburg oder Bremen gefunden und pendeln in diese bis zu 100 Kilometer weit.

### Pferdezucht

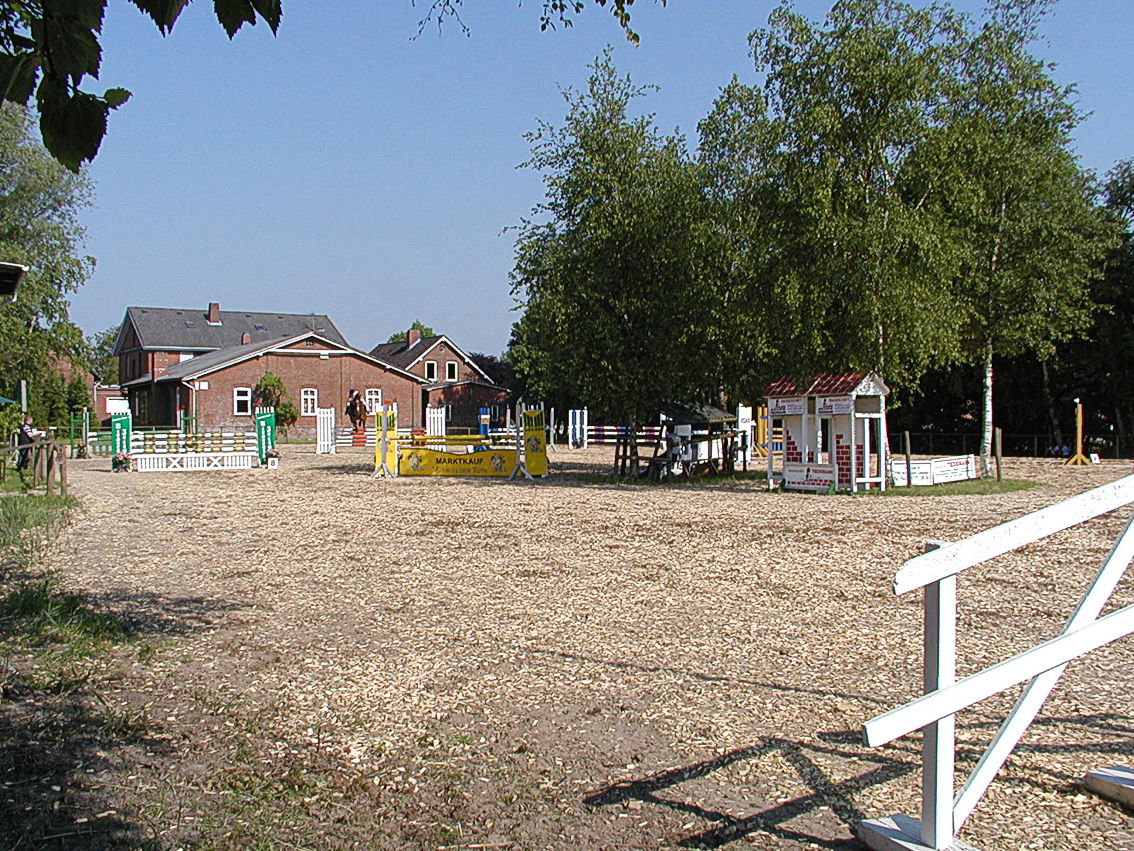
Reitturnier in Bülkau

Die Pferdezüchter Hadelns wie auch Bülkaus sind erfolgreich. Eines der erfolgreichsten Springpferde der Welt war Deister (Osterbruch). Auch die zwei Siegerpferde Butts Leon und Butts Abraxxas (beide aus Bülkau) in der Disziplin Vielseitigkeit der olympischen Sommerspiele 2008 in Peking und in London 2012 zeugen davon.

### Öffentliche Einrichtungen
- Bürgerhus: Das Dorfgemeinschaftshaus „Bürgerhus“ ist eine allgemeine Begegnungsstätte, insbesondere für Feierlichkeiten.

### Bildung
Es gab vier Schulen im Ort:
- Schule in Norderende; existierte bis in die 1960er Jahre
- Schule im Dorf; 1588 erstmals erwähnt, in der der Küster unterrichtete, Gebäude 1957 neu gebaut, in den 1980er Jahren Umbau zur Turnhalle
- Schule im Bovenmoor; 1957 neu gebaut und um 1987 geschlossen, danach Kindergarten
- Schule in Bülkau von um 1816 nördlich von Süderende am Kanal,  nach 1919 abgerissen

- Heute: Grundschule in Neuhaus, Haupt- oder Realschule in Cadenberge und Gymnasium oder Förderschule in Otterndorf

### Verkehr
Bülkau liegt südwestlich der Bundesstraße B 73 Hamburg–Cuxhaven.
Der Linienbus ist auf den Schülerverkehr ausgerichtet. Der erste Bus, der neben der Post auch vereinzelt Personen mitnahm, fuhr 1924. Zu Ostern 1939 wurde erstmals ein Schulbus eingesetzt. Um 1955 bedienten Busse die Verbindung nach Otterndorf, nach Cadenberge und nach Lamstedt. Mit drei Linien sind heute einmal pro Tag Otterndorf, Neuhaus (Oste), Wingst und Cadenberge zu erreichen.
Die nächsten Bahnhöfe sind Otterndorf und Cadenberge an der Niederelbebahn von Hamburg nach Cuxhaven.

## Persönlichkeiten
Söhne und Töchter der Gemeinde
- Heinrich Meyer (1878–1948), Politiker (DHP; NLP; DP)
- Manfred Zöllmer (* 1950), Politiker (SPD), von 2002 bis 2017 Bundestagsabgeordneter für Wuppertal

## Sagen und Legenden
- Der Geist im Backhaus[21]